# ۳ گیزرز!
۳ گیزرز! (به انگلیسی: 3 Geezers!) فیلمی محصول سال ۲۰۱۳ و به کارگردانی میشل شوماخر است. در این فیلم بازیگرانی همچون جی. کی. سیمونز، تیم آلن، اسکات کان، برکین مایر، باسیل هافمن، رندی کوچار، مایک اومالی، سم ریمی، کوین پولاک و فرناندا رومرو ایفای نقش کرده‌اند.